# زق (كيس)

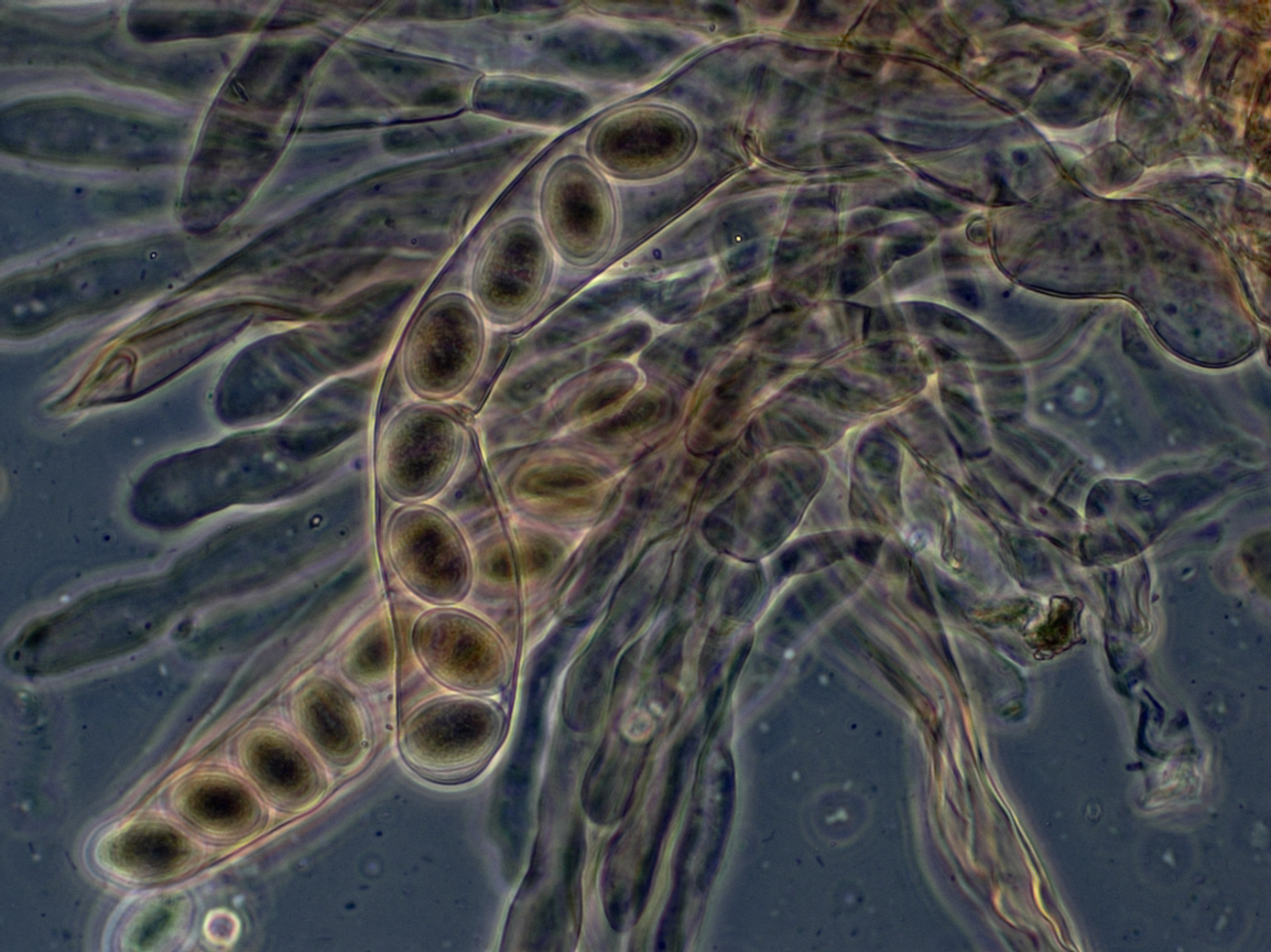
الزق في الغوشنة السوداء.

الزِّقّ (بالإنجليزية: Ascus)‏ وجمعها زِقاق، هي خلية بوغية والجزء التناسلي المُميّز وهو عبارة عن تركيب مجهري يُشبه الكيس يوجد في الفطريات الزقيّة. عادة ما تحتوي الزِقاق على ثمانية أبواغ زقية. يحدث اندماج الأنوية في هذا الكيس حيث تُنتَج نواة ثنائية الكروموسومات في دورة الحياة.